# Nicholy Findlayson
Nicholy Raymond Findlayson (19 dicembre 1985) è un calciatore giamaicano, difensore del Waterhouse.

## Caratteristiche tecniche
Terzino destro, può essere schierato anche come mediano o come esterno di centrocampo.

## Carriera

### Nazionale
Ha debuttato in Nazionale il 20 aprile 2005, nell'amichevole Giamaica-Guatemala (1-0), subentrando a Luton Shelton al minuto 88. Ha partecipato, con la Nazionale, alla CONCACAF Gold Cup 2005. Ha collezionato in totale, con la maglia della Nazionale, 17 presenze.